# Юрмаш (Нурімановський район)
Юрма́ш (рос. Юрмаш, башк. Юрмаш) — присілок у складі Нурімановського району Башкортостану, Росія. Входить до складу Нікольської сільської ради.
Населення — 82 особи (2010; 81 у 2002).
Національний склад:
- марійці — 94 %